# Улица Урицкого (Владимир)
Улица Ури́цкого — улица в историческом центре города Владимир. Проходит от Коммунального спуска, как продолжение улицы Карла Маркса, до Муромской улицы.

## История
Историческое название — Подсоборная — связано с расположением улицы ниже Соборной горы города, вся окрестность улицы носила название Подмонастырской слободки или Подмонастырского посада по близости Рождественского монастыря.
Современное название с 1923 года в честь начальника Петроградской ЧК Моисея Урицкого (1873—1918). В 1927 году к улице присоединили Подбульварную улицу.
На улице сохранилась жилая застройка начала XX века.
В д. 30 во время Великой Отечественной войны, с 1941 по 1943 год размещался военный госпиталь № 3472 (мемориальная доска).
18 сентября 1991 года на 14 сессии Владимирского городского Совета народных депутатов была утверждена Программа топонимической реставрации города Владимир, в том числе список улиц, чьи исторические названия подлежат восстановлению, улица Урицкого в их числе.
Утром 10 октября 2008 года при переходе улицы на пути к железнодорожному вокзалу был сбит насмерть автомобилем ВАЗ-2114 олимпийский чемпион Алексей Прокуроров. Автомобилем управлял нетрезвый водитель 23 лет, не имеющий права вождения с 18 июля 2008 года, который значительно превысил скорость и не смог вписаться в поворот.

## Достопримечательности
д. 30 — в 1930-е гг. в размещавшейся здесь железнодорожной общеобразовательной школе учился будущий Герой Советского Союза лётчик Е. И. Пичугин (1922—1942, мемориальная доска)